# 巴塞罗那-加泰罗尼亚赛道
巴塞罗那-加泰罗尼亚赛道（英語：Circuit de Barcelona-Catalunya），是一条位于西班牙加泰罗尼亚自治区巴塞罗那的赛道，全长4.655千米，看台可以容纳14万名观众，于1991年启用。该赛道由数条长直道和多种弯道组成，能够全面地考验赛车的性能，在此举办的赛事有世界一级方程式锦标赛、世界摩托车锦标赛、国际汽联GT锦标赛等等。

## 赛事历史

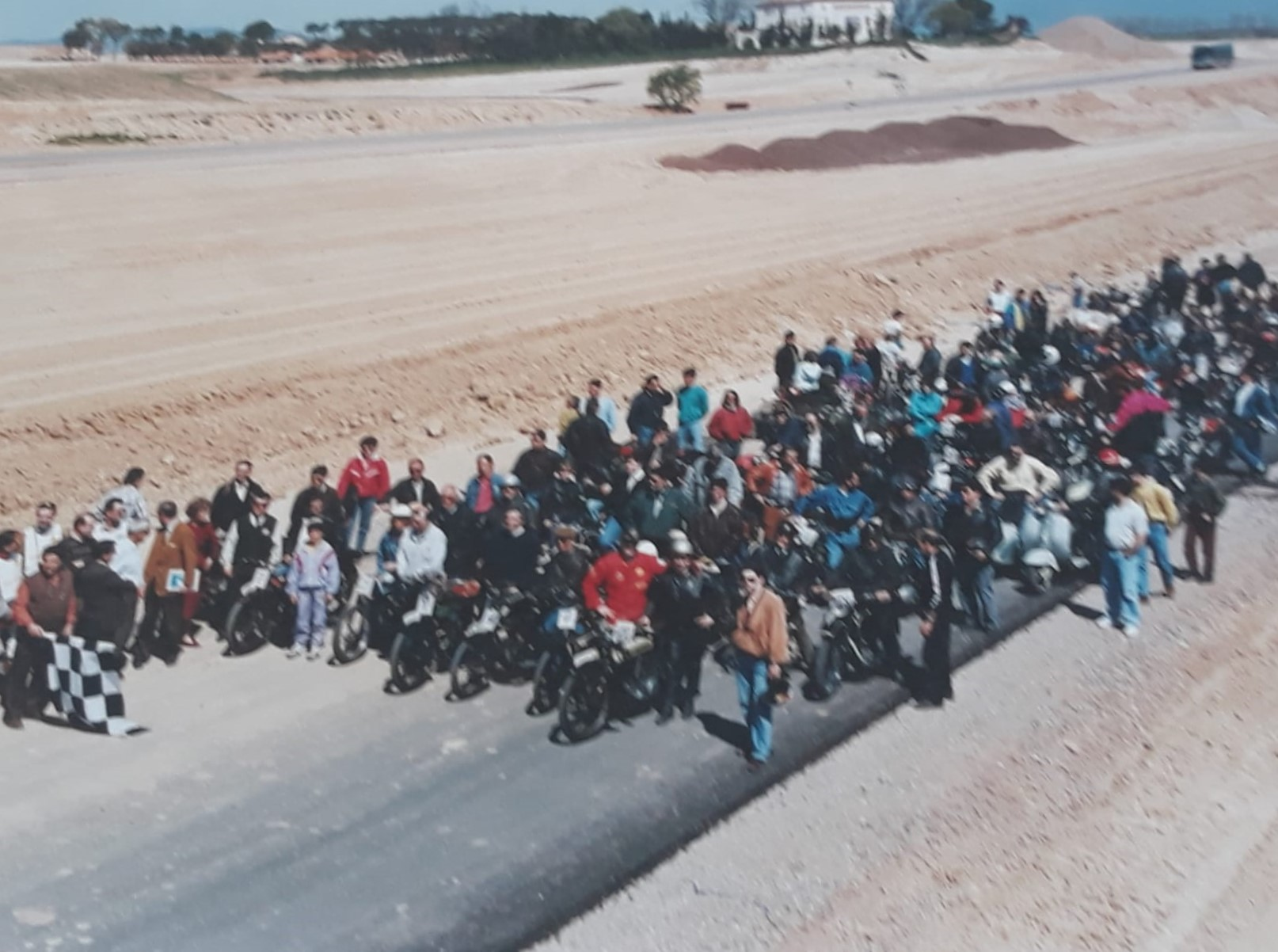
规划中的巴塞罗那-加泰罗尼亚赛道的摩托车聚会（摄于1989年）

巴塞罗那-加泰罗尼亚赛道于1991年落成，并于当年开始举办一级方程式西班牙大奖赛。赛道建成后，恰逢巴塞罗那于1992年举办夏季奥林匹克运动会，于是这条赛道也被用于奥运会公路自行车计时赛的起点和终点。该赛道不应与坐落于巴塞罗那城内的蒙特惠奇赛道（Montjuïc circuit）混淆，后者在1969年至1975年间承办了四届西班牙大奖赛。
这条赛道曾经见证过许多经典的比赛时刻。在1991年西班牙大奖赛上，艾尔顿·塞纳和尼格尔·曼塞尔（Nigel Mansell）为了争夺亚军位置在大直道上进行了激烈拼抢，最终曼塞尔成功地占据了优势位置。在1994年西班牙大奖赛上，迈克尔·舒马赫的赛车遭遇故障，只能挂五个档位，但他最终还是努力保住了第二的位置。在 1996年西班牙大奖赛上，舒马赫在大雨中夺得了他在法拉利车队的首个冠军。1999年西班牙大奖赛则以全场仅发生了一次超车而著称。2001年西班牙大奖赛上，米卡·哈基宁在最后一圈遭遇离合器故障，将冠军拱手送给了舒马赫。在2006年西班牙大奖赛上，费尔南多·阿隆索成为第一个在此主场赛道上夺冠的西班牙车手。2008年西班牙大奖赛上，海基·科瓦莱宁的赛车因为轮辋断裂在9号弯以240 km/h（149 mph）的速度冲出赛道，并以130 km/h（81 mph）的速度撞上轮胎护墙。科瓦莱宁暂时失去了意识并受到了轻微的脑震荡，幸而其身体并无大碍。

## 技术特性

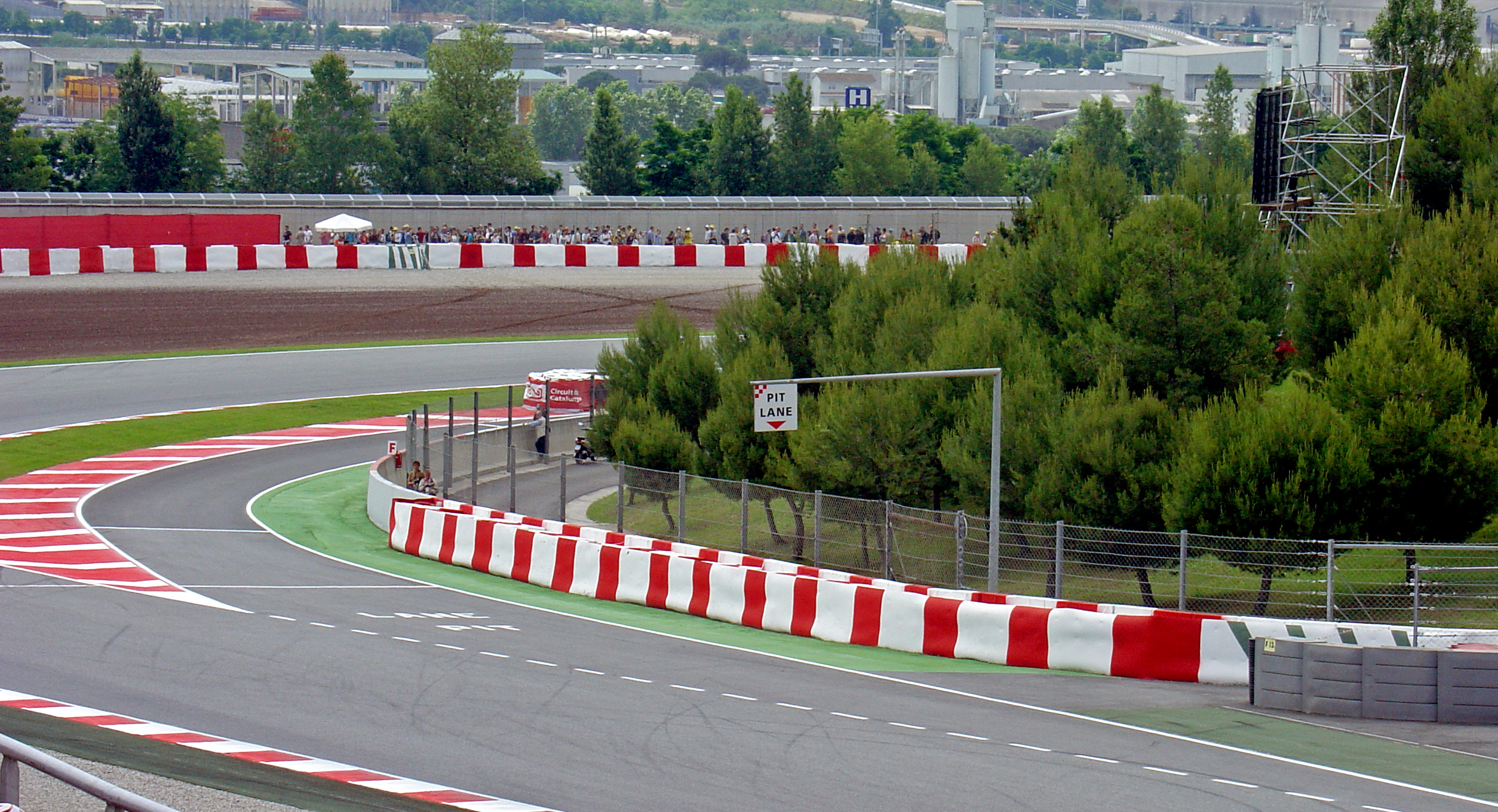
维修区入口

在最初启用的几年间，在这条赛道上很容易超车。车手可以在最后两个弯角接近对手，并利用尾流在接下来的弯道上完成超越。但随着赛车空气动力学设计的改变，这样的超车策略逐渐变得难以实现。因为领先的赛车可以在尾部产生一定的扰乱气流，从而使得其他赛车难以紧跟其后。2007赛季的双层尾翼设计则又使得超车的难度稍稍降低了。这条赛道的风向多变，因此一级方程式赛车的空气动力学性能就显得至关重要。下压力较强的赛车可能会在上午时显得转向不足，而在下午时，这部赛车却可能在同一弯角表现得转向过度。这一多变的特性使得比赛增加了一些不确定性。除了举办赛事，巴塞罗那-加泰罗尼亚赛道还是一级方程式进行测试的地方，因此车队和车手对此赛道都很熟悉。
巴塞罗那-加泰罗尼亚赛道同时承办了其他多项赛事，这其中包括世界摩托车锦标赛。对摩托车手而言，第1、2、4、10、14号弯角都是适合超车的地方。

## 单圈巡视

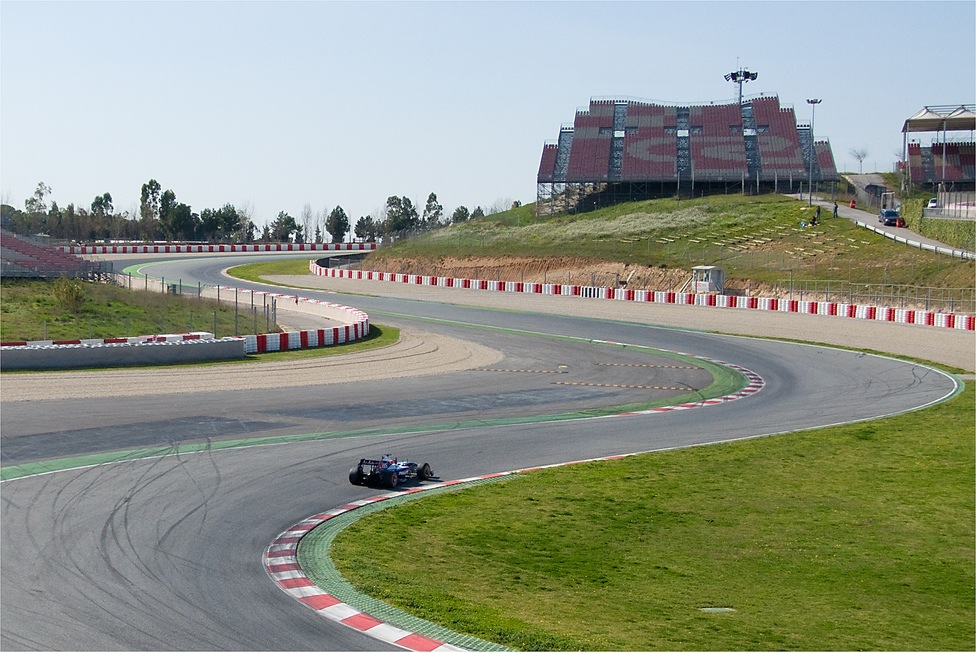
第1至3号弯

从起点出发后是一段大直道，在这里可以使用DRS。直道尽头是一号弯（Elf弯），这里是巴塞罗那-加泰罗尼亚赛道的主要超车点之一。一号弯后紧接着是反方向的二号弯，这意味着如果车手在一号弯时占据了弯道外侧，则他会从二号弯的内侧进入。因此车手一般会选择中速策略：在进入一号弯时晚刹车并降至二档，然后以全油门通过二号弯。3号弯（雷诺弯）是一个右转的长弯道，车手在这里会承受大约4个单位的G力，然后经过一段短直道进入4号弯（Repsol弯）。四号弯也是一个右转弯，类似于蒙扎赛道的Parabolica弯，车手需要减速并以三档上到坡顶，然后全速出弯。紧接着就是5号弯（座位弯），这是个左转低速弯，车手以二档过弯并开始下坡。经过并不明显的6号弯，车手又要通过7号和8号的连续弯。车手在这里降档到三档并开始上坡，而如果走线过大，则有可能会被坡顶的路肩擦坏悬挂系统。之后是9号弯（Campsa弯），车手可以以六档高速通过这个右弯。但由于车手的视线会被入弯时的上坡阻挡，因此很容易在出弯时的下坡冲出赛道。此后经过一段长直道，车手来到了10号弯（La Caixa弯），这是一个左转的发卡弯，需要以二档通过。接着又是11号和12号的连续弯道。之后的部分经过德国设计师赫尔曼·提尔克（Hermann Tilke）的改进，提升了安全性，也给车手以更多的超车机会。13号弯是一个右转的急弯，之后车手马上又要从三档降至二档，以便通过14和15号连续弯。 接着就是维修区外的大直道，在开过直道末端的16号弯（New Holland弯）后，车手就完成了赛事的一圈。

## 圈速纪录
| 赛事                              | 时间                              | 车手                              | 赛车                              | 年份                              |
| 大獎賽賽道（2021–現在）: 4.675 km | 大獎賽賽道（2021–現在）: 4.675 km | 大獎賽賽道（2021–現在）: 4.675 km | 大獎賽賽道（2021–現在）: 4.675 km | 大獎賽賽道（2021–現在）: 4.675 km |
| --------------------------------- | --------------------------------- | --------------------------------- | --------------------------------- | --------------------------------- |
| F1                                | 1:18.149                          | 马克斯·维斯塔潘                   | RB16B                             | 2021年                            |
| LMP2                              | 1:35.797                          | 羅曼·魯西諾夫                     | Aurus 01                          | 2021年                            |
| F3                                | 1:36.643                          | 丹尼斯·海于格                     | 达拉拉F3 2019                     | 2021年                            |
| 歐洲方程式公開錦標賽              | 1:36.779                          | Jak Crawford                      | 达拉拉F3 2019                     | 2021年                            |
| LMP3                              | 1:41.351                          | Scott Andrews                     | Ligier JS P320                    | 2021年                            |
| FREC                              | 1:42.518                          | Isack Hadjar                      | Tatuus F3 T.318                   | 2021年                            |
| LM GTE                            | 1:44.700                          | 詹马里亚·布鲁尼                   | 保时捷911 RSR-19                  | 2021年                            |
| GT3                               | 1:45.732                          | Jim Pla                           | 法拉利488 GT3 Evo 2020            | 2021年                            |
| F4                                | 1:47.837                          | Pepe Martí                        | Tatuus F4-T014                    | 2021年                            |
| GT4                               | 1:55.478                          | Jim Pla                           | 梅賽德斯-AMG GT4                  | 2021年                            |
| TCR房车                           | 1:54.929                          | Mikel Azcona                      | Cupra León Competicion TCR        | 2021年                            |
| 電單車賽道（2021–現在）: 4.657 km |                                   |                                   |                                   |                                   |
| MotoGP                            | 1:39.939                          | Johann Zarco                      | Ducati Desmosedici GP21           | 2021年                            |
| World SBK                         | 1:41.493                          | Toprak Razgatlıoğlu               | Yamaha YZF-R1                     | 2021年                            |
| Moto2                             | 1:43.757                          | Raúl Fernández                    | Kalex Moto2                       | 2021年                            |
| World SSP                         | 1:45.486                          | Can Öncü                          | Kawasaki Ninja ZX-6R              | 2021年                            |
| Moto3                             | 1:48.209                          | Darryn Binder                     | Honda NSF250RW                    | 2021年                            |
| MotoE                             | 1:50.769                          | Eric Granado                      | Energica Ego                      | 2021年                            |
| Supersport 300                    | 1:55.145                          | Álvaro Díaz                       | Yamaha YZF-R3                     | 2021年                            |